# Isuzu MU
Isuzu MU — середньорозмірний позашляховик, який виготовляється в Японії компанією Isuzu. Трьохдверний MU представлений в 1989 році, а в 1990 році дебютувала п'ятидверна версія під назвою Isuzu MU Wizard, обидва з яких припинили виробництво в 1998 році і були замінені другим поколінням. Тепер п'ятидверна версія втратила префікс «MU» і звалась Isuzu Wizard. Isuzu продавала модель в багатьох країнах з деякими змінами і під різними брендами в інших країнах.
Короткобазна (трьохдверна) версія продавалась в Японії як Isuzu MU і Honda Jazz, а під назвою Isuzu Amigo, а потім Isuzu Rodeo Sport в Сполучених Штатах. В континентальній Європі, трьохдверка називалася Opel Frontera Sport, у Великій Британії — Vauxhall Frontera Sport і під назвою Holden Frontera Sport в Австралії.
Довгобазна (п'ятидверна) версія була доступна в Японії як Isuzu Wizard, в Північній Америці, як Isuzu Rodeo і Honda Passport. Opel, Vauxhall і Holden відповідно як Opel Frontera, Vauxhall Frontera і Holden Frontera. Він також продавався як Chevrolet Frontera в Єгипті, Isuzu Cameo і Isuzu Vega в Таїланді, та Isuzu Frontier в Південній Америці, а також Chevrolet Rodeo в Еквадорі, Колумбії і Болівії.
Позначення MU — це скорочення від «Mysterious Utility» — «оточений таємницею автомобіль дивного призначення».

## Перше покоління (1989—1998)

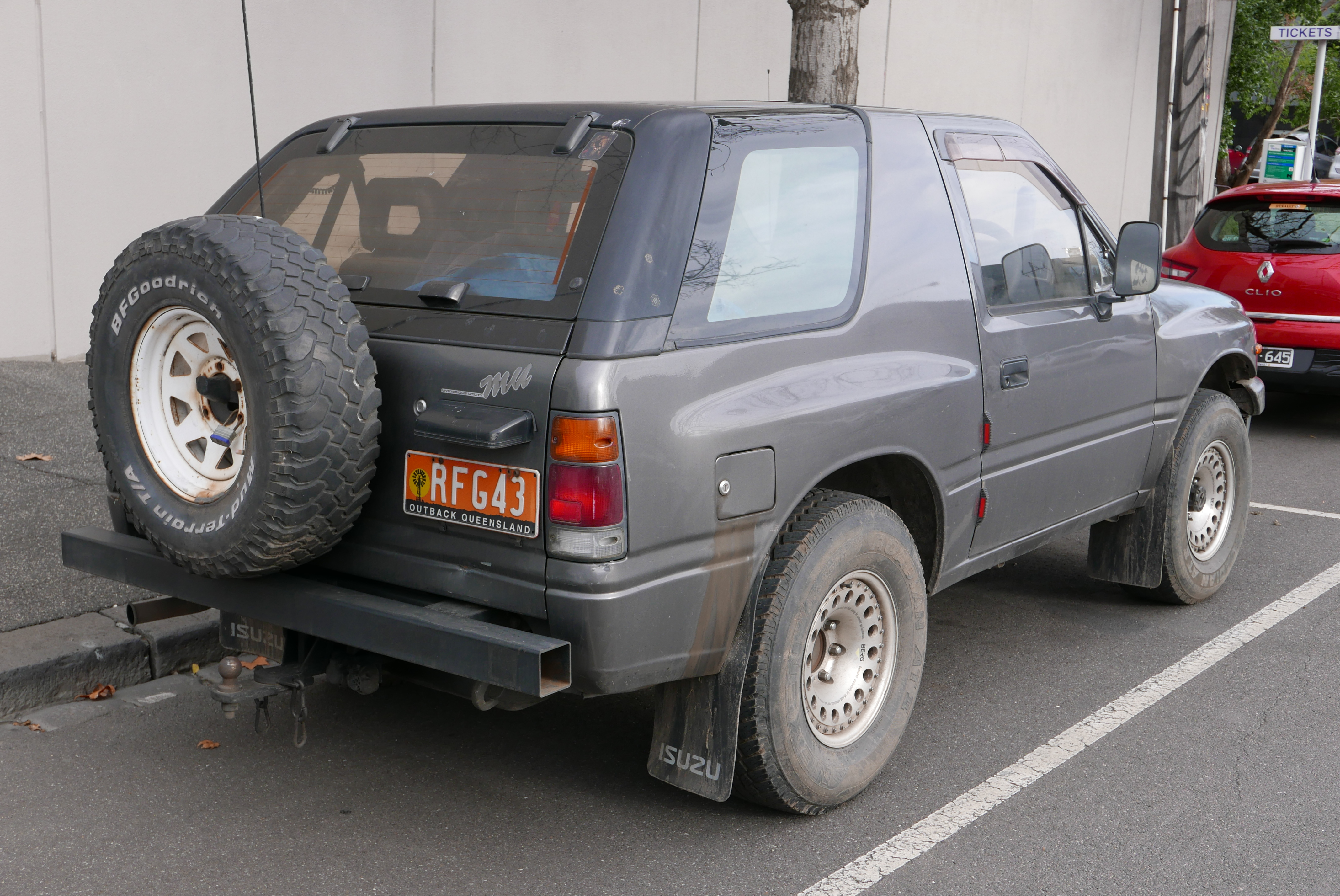
Isuzu MU І (1989—1998)

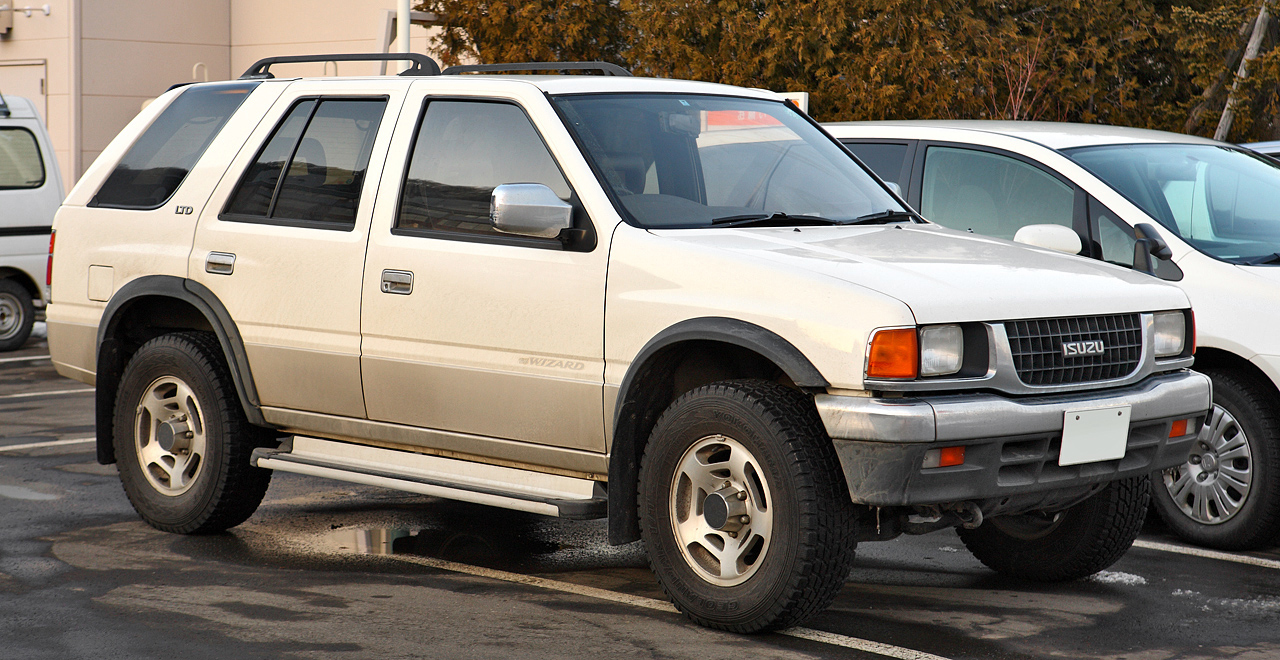
Isuzu MU Wizard (1990—1998)

Перші Isuzu MU мали раму, передню незалежну і задню ресорну підвіску. MU має великі можливості завдяки системі повного приводу 4WD Part Time.
У 1995 році Isuzu припинило продажу Isuzu Amigo на американському ринку до появи другого покоління. Для всіх інших ринків був проведений рестайлінг, який поліпшив комфорт і безпеку: задня підвіска була замінена на пружинну, передня консоль прийняла більш округлі форми, з'явилися водійська і пасажирська подушки безпеки.

### Двигуни
- 2.3 л 4ZD1 Р4
- 2.4 л C24SE Р4 (GM, Австралія)
- 2.4 л C24NE Р4 (Європа)
- 2.6 л 4ZE1 Р4
- 3.1 л LG6 V6 (GM)
- 3.2 л 6VD1/6VD1W V6
- 2.5 л 4JA1 diesel Р4 (Таїланд)
- 2.8 л 4JB1-T turbo diesel Р4
- 3.0 л 4JH1-T turbo diesel Р4
- 3.1 л 4JG2 turbo diesel Р4

## Друге покоління (1998—2004)

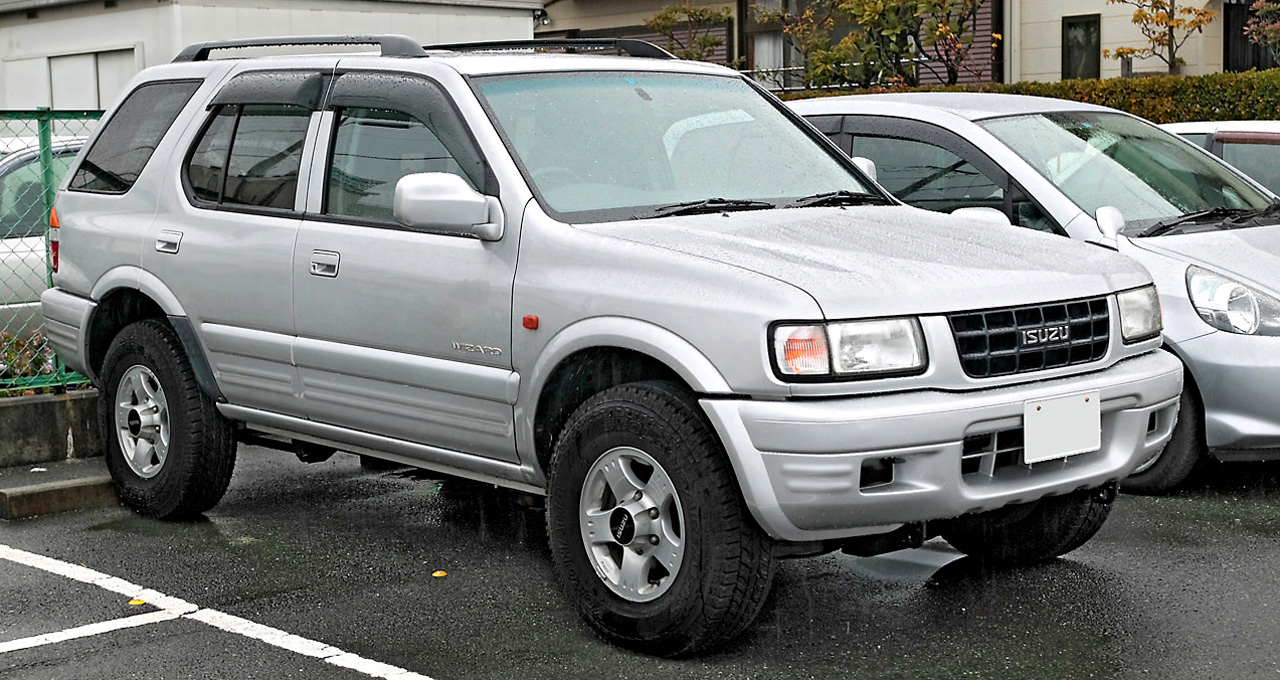
Isuzu Wizard

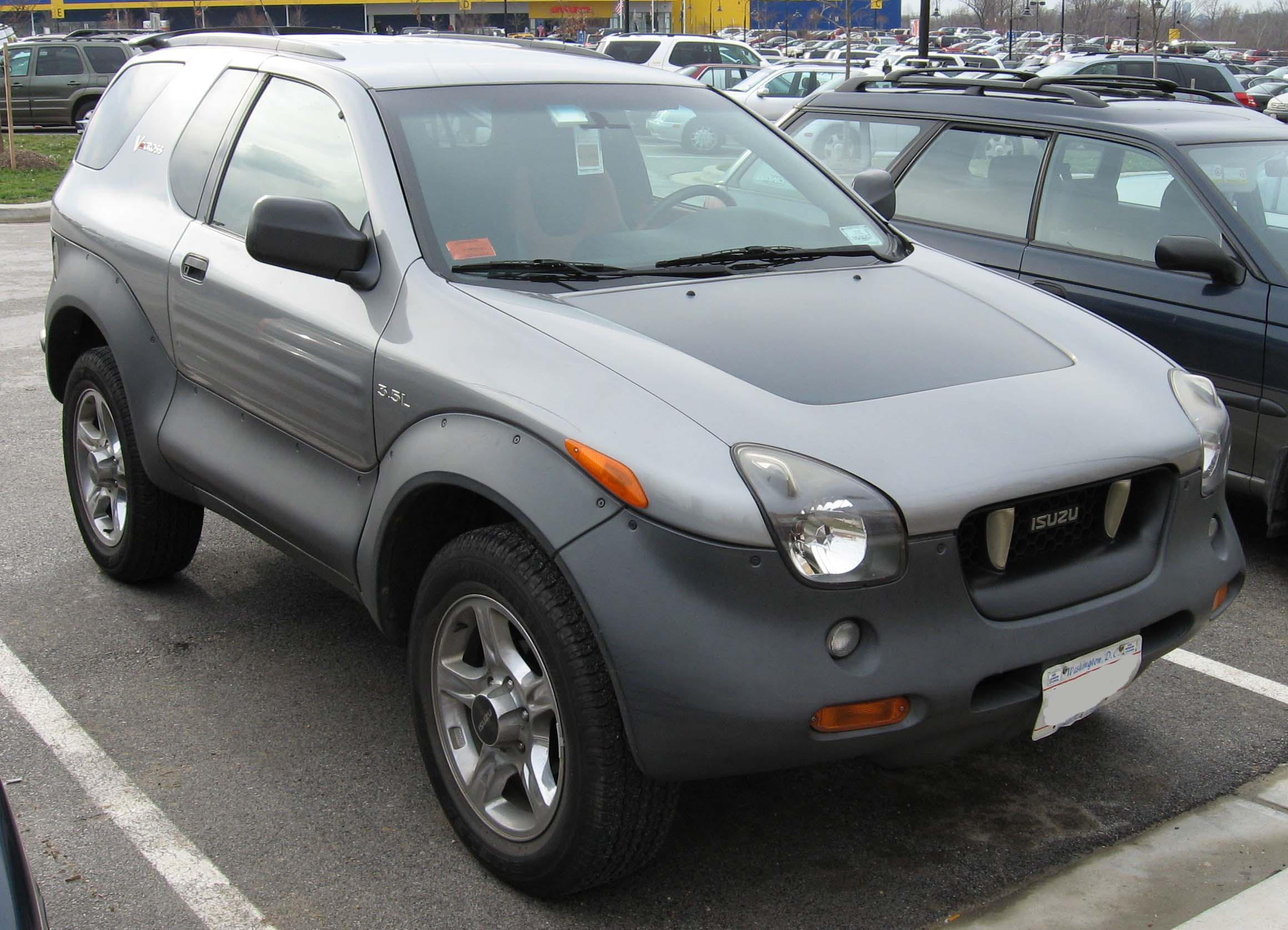
Isuzu VehiCross

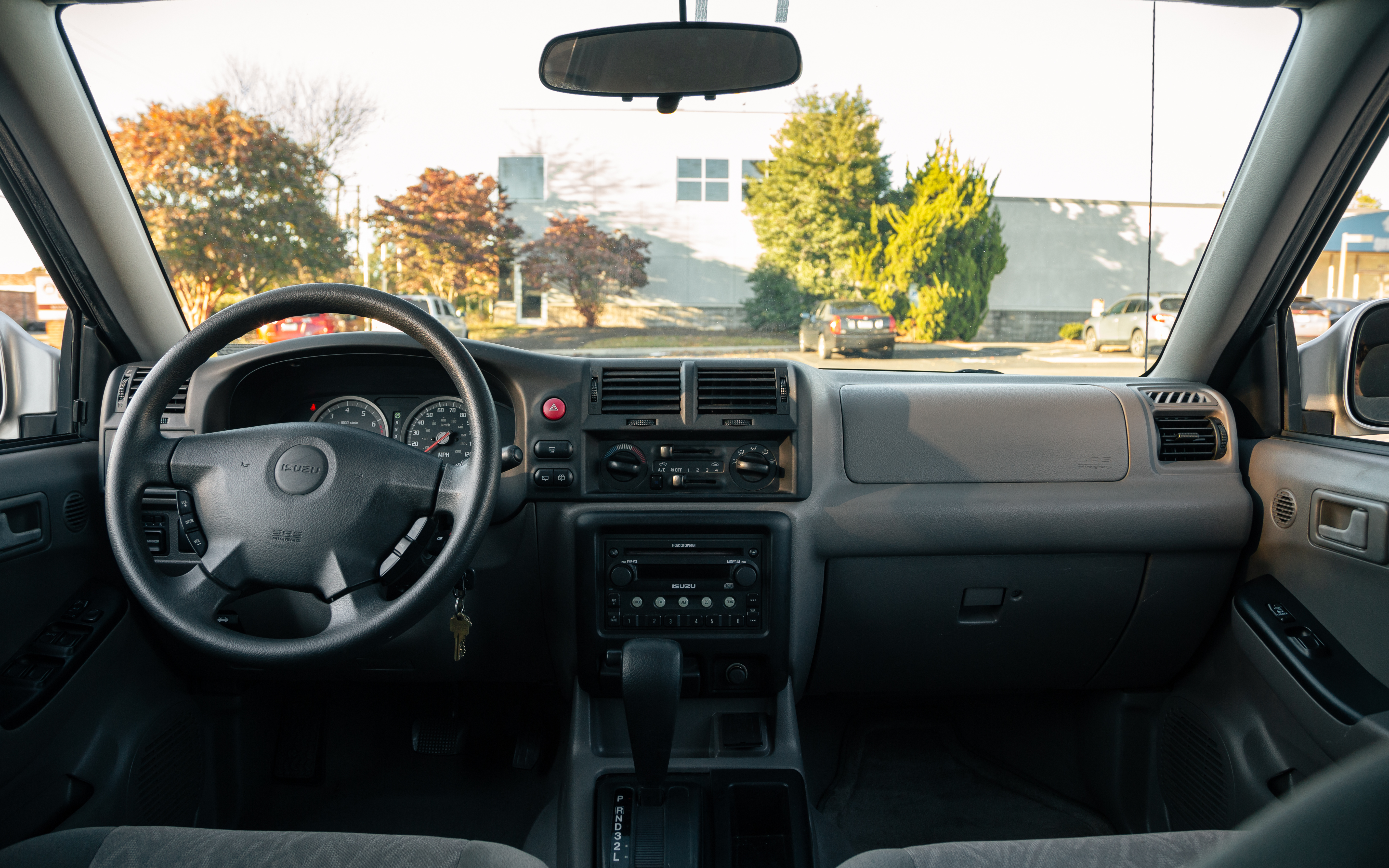

У 1997 році на 32-му Токійському автосалоні був представлений концепт 145-Y, на основі якого було створено друге покоління. На базі цієї версії в 1997 році був створений Isuzu VehiCROSS.
Друге покоління MU було повністю змінено, отримавши новий кузов, нову раму, нові двигуни.
Завдяки передній незалежній і задній пружинній підвісці, він має прекрасні ходовими характеристиками. Оснащується повним приводом (4WD Part Time), при якому під час руху 2WD перемикається на 4WD і навпаки, в залежності від дорожніх умов.
Крім того, в другому поколінні автомобілі було обладнано системою Shift on the Fly (крім задньопривідних автомобілів для ринку США), яка за допомогою вакуумного або електричного (на більш пізніх моделях) приводу розмикає ліву піввісь переднього моста і позбавляє від необхідності установки хабів.
В результаті ряду змін, що відбулися у 2000 році, позашляховик став комплектуватися системою 4WD FULLTIME (TOD) і вдосконаленою підвіскою.

### Двигуни
- 2.2 л X22SE Р4
- 2.2 л Z22XE Р4
- 3.2 л 6VD1 V6
- 3.5 л 6VE1W V6
- 2.2 л X22DTH Р4 diesel

## Isuzu MU-7 (2004—2013)

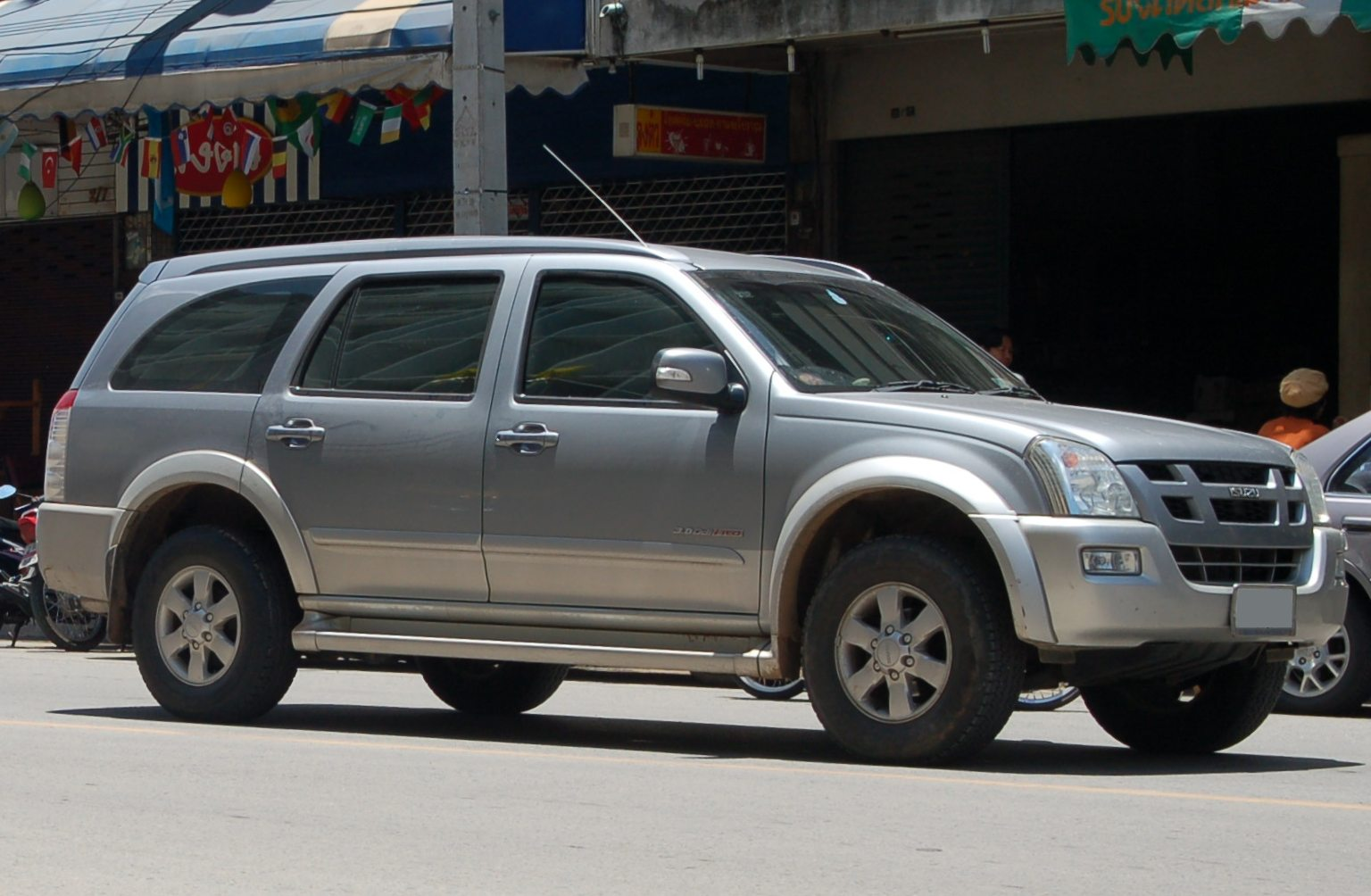
Isuzu MU-7 (2004—2008)

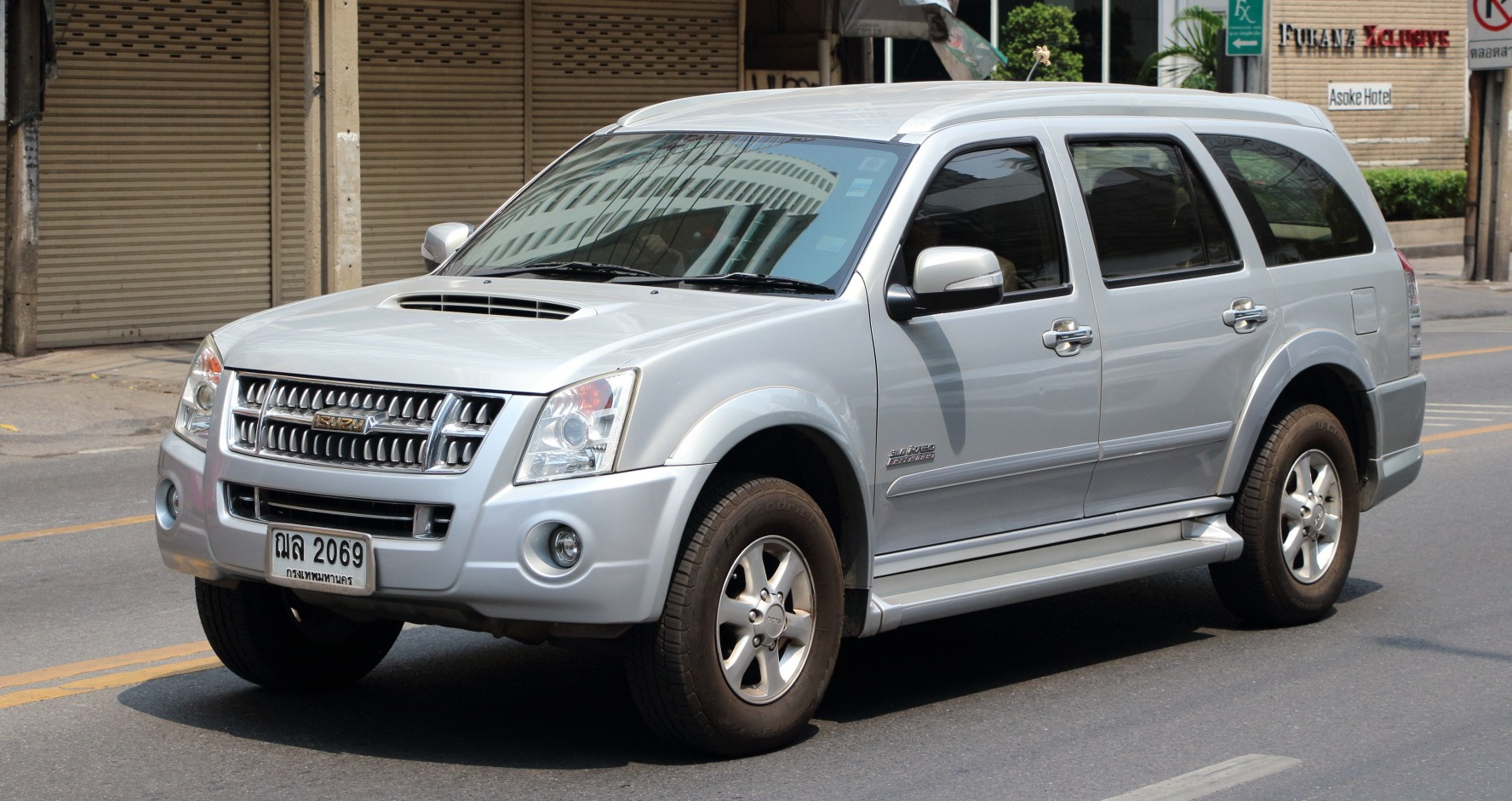
Isuzu MU-7 (2008—2013)

В 2004 році представили рамний позашляховик Isuzu MU-7 на базі пікапа Isuzu D-Max з турбодизелем 3.0 4JJ1-TC DDi iTEQ потужністю 146 к.с. 4х2 або 4х4, який замінив Isuzu Wizard. На деяких ринках автомобіль називається Isuzu Alterra.
В 2008 році Isuzu MU-7 модернізували. Змінилася оптика, решітка радіатора, бампери і оснащення.

### Двигун
- 3.0 л 4JJ1-TC DDi iTEQ Р4 diesel

## Isuzu MU-X (з 2013)

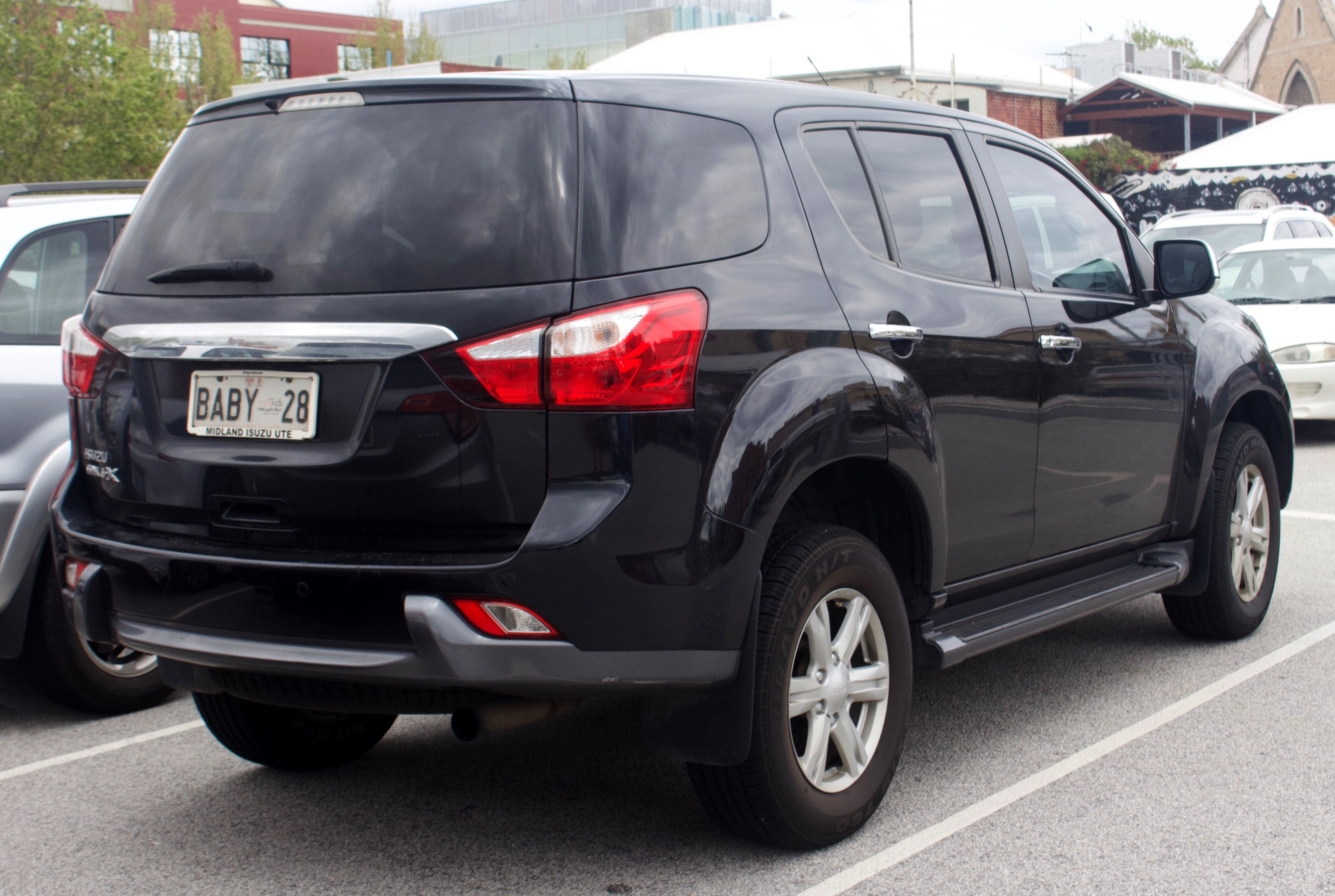
Isuzu MU-X (з 2013)

### Перше покоління (з 2013)

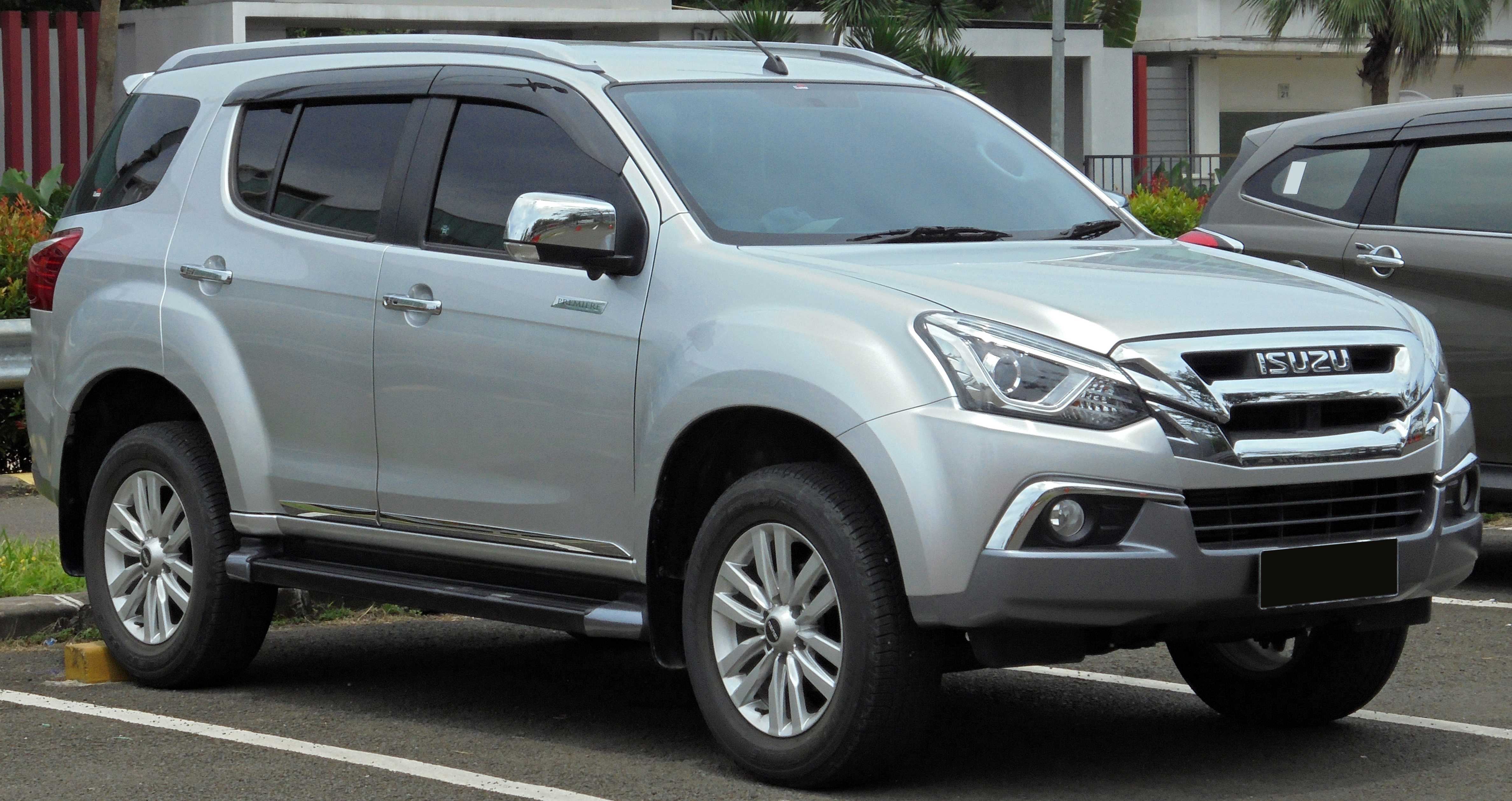
Isuzu MU-X (з 2017)

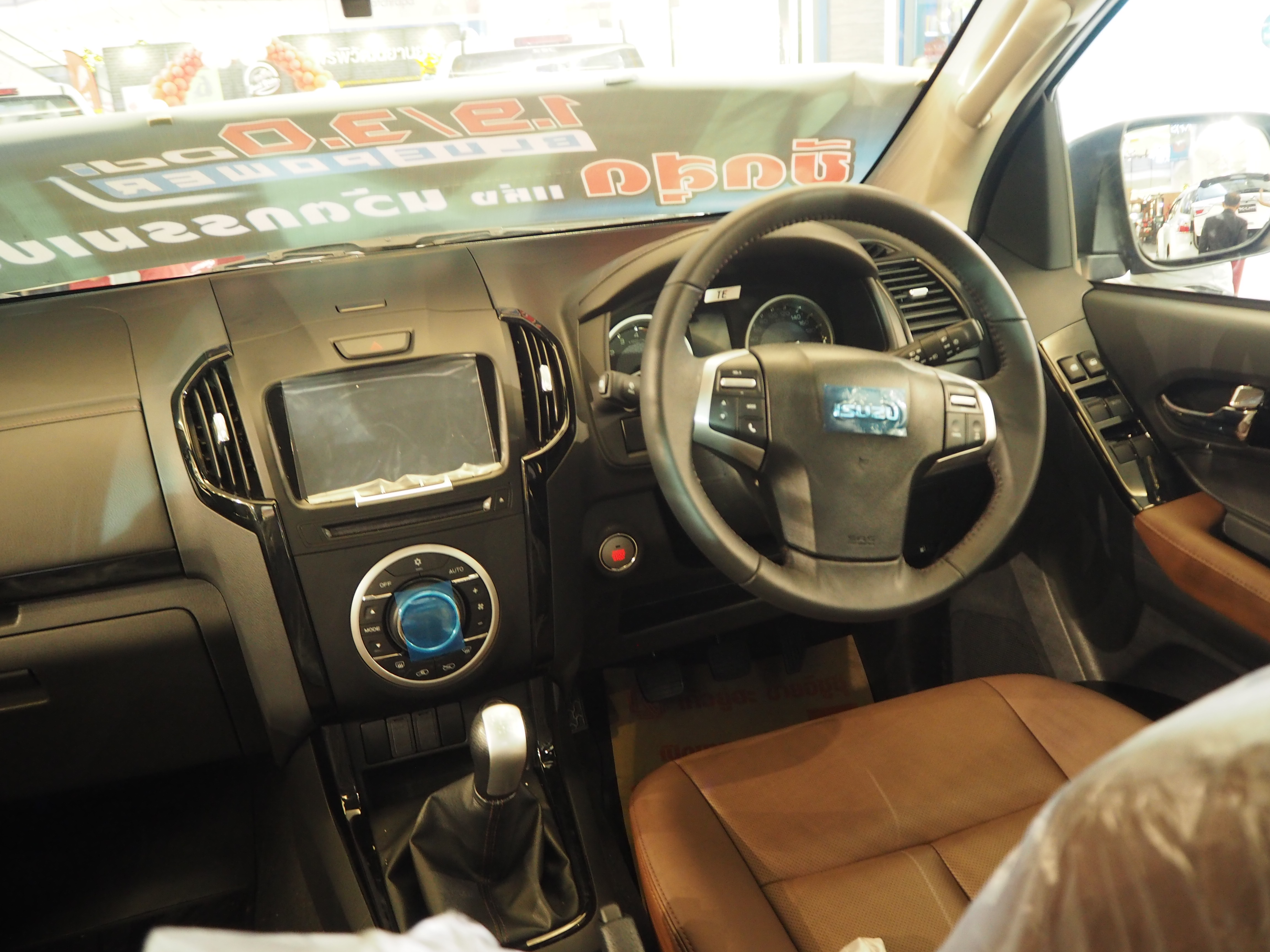

В 2013 році представили рамний позашляховик Isuzu MU-X на базі Isuzu D-Max, який замінив Isuzu MU-7. Позашляховик комплектується двигунами 2.5 л 4JK1-TCX 136 к.с. і 3.0 л 4JJ1-TCX 163 к.с.
Isuzu MU-X являє собою перелицьований рамний всюдихід Chevrolet TrailBlazer. Обидві машини випускають в Таїланді.
Автомобіль комплектується заднім або повним приводом, причому останній оснащений комплексом Terrain command, що дає можливість вибору режимів 2Н або 4Н, але тільки на швидкості до 100 км на годину. Підвіска повністю незалежна (5-ти важільна версія на задній осі). Але це не заважає позашляховику штурмувати розкислу ґрунтовку і більш серйозні перешкоди, чому сприяє великий кліренс (25 см), малі звиси, а також сталева броня по днищу, що прикриває всі важливі вузли. Крім цього, Isuzu MU-X може буксирувати 3-тонний причіп.
В 2015 році Isuzu D-Max і Isuzu MU-X отримали новий турбодизель 1.9 л RZ4E-TC потужністю 150 к.с.

#### Двигуни
| Модель         | Рік виробництва | Тип двигуна / код | Потужність, при об/хв        | Крутний момент, при об/хв | примітки |
| Дизельні       | Дизельні        | Дизельні          | Дизельні                     | Дизельні                  | Дизельні |
| -------------- | --------------- | ----------------- | ---------------------------- | ------------------------- | -------- |
| 1.9 L RZ4E-TC  | 2016-           | 1898 см3 DOHC Р4  | 150 к.с. (110 кВт), при 3600 | 350 Нм, при 1800          |          |
| 2.5 L 4JK1-TCX | 2013-           | 2499 см3 DOHC Р4  | 136 к.с. (100 кВт), при 3600 | 320 Нм, при 1800—2800     |          |
| 3.0 L 4JJ1-TCX | 2013-           | 2999 см3 DOHC Р4  | 163 к.с. (120 кВт), при 3600 | 333-360 Нм, при 1600-3200 |          |

### Друге покоління (з 2020)

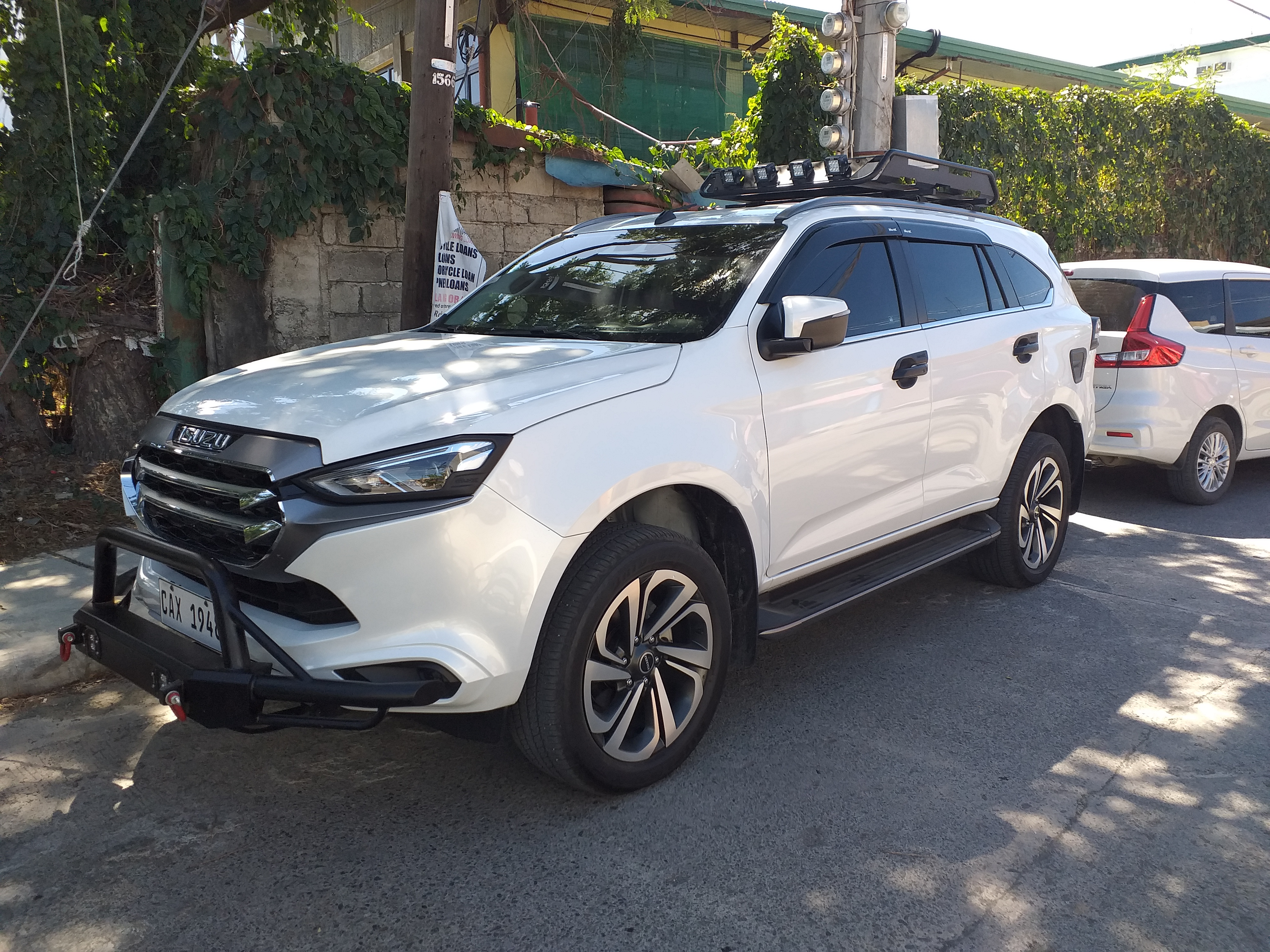
Isuzu MU-X 3.0 Ultimate 4WD (з 2020)

В Бангкоку представлений рамний позашляховик Isuzu MU-X другого покоління, який уніфікований з пікапом Isuzu D-Max третього покоління. Семимісний всюдихід оснащується двома турбодизелями, але модернізованими: 1.9 RZ4E-TC (150 к.с., 350 Нм) і 3.0 4JJ3-TCX (190 к.с., 450 Нм) з 6-ст. МКПП і АКПП. Повний привід покладається тільки топ-версії, інші задовольняються заднім.

#### Двигуни
- 1.9 L RZ4E-TC GEN2 I4-T 150 к.с., 350 Нм
- 3.0 L 4JJ3-TCX I4-T 190 к.с., 450 Нм